# Иезуитский коллегиум (Пинск)
Иезуитский коллегиум — одна из самых узнаваемых достопримечательностей белорусского Пинска. Построенное в середине XVII века на месте древнего Пинского детинца, здание коллегиума позволяет познакомиться с выразительными чертами архитектуры эпохи Ренессанса и барокко. Правда, наслаждение ими дарит только экстерьер здания. Интерьеры коллегиума столкнулись с постоянными метаморфозами времени и давно утратили свой первоначальный облик.

## Выдающиеся выпускники Иезуитского коллегиума
В иезуитском коллегиуме Пинска учились такие знаменитые личности как историк, поэт и общественный деятель Адам Нарушевич (1733—1796 гг.), педагог и публицист Анастас Людвик Керсницкий (1678—1733 гг.), философ, ректор Варшавского университета Кароль Вырвич (1717—1793.)

## Туризм
Иезуитский коллегиум является визиткой Пинска, поэтому именно со знакомства с Иезуитским коллегиумом начинают многие экскурсионные программы по городу. В части бывшего Иезуитского коллегиума сейчас находится Музей Белорусского Полесья.